# Arautos do Rei
Arautos do Rei é um tradicional quarteto vocal masculino cristão brasileiro, oficialmente ligado ao programa radiofônico A Voz da Profecia (em inglês: Voice of Prophecy), da Igreja Adventista do Sétimo Dia. Sua história no Brasil começa em 1962, quando foi oficialmente criado como o grupo musical fixo do programa. 
Com repertório gospel, o quarteto ficou conhecido ao longo dos anos especialmente por suas harmonias vocais e interpretações a cappella, com influência direta do quarteto americano The King’s Heralds, no caso, o grupo precursor do estilo. 
O quarteto tem vínculo direto com a Gravadora Novo Tempo e além de lançar projetos autorais, como álbuns e DVDs, fazem participações especiais em trabalhos de outros artistas da gravadora, além de realizarem campanhas evangelísticas, junto ao seu orador, em todo o Brasil e em outros países, especialmente no território da América do Sul - ainda que visitem pontualmente outros continentes.

## História
A origem dos Arautos do Rei remonta a 1927, nos Estados Unidos, com o surgimento do quarteto The Lone Star Four, formado pelos irmãos Lewis, Waldo e Weslley Crane, juntamente com Raymond Turner. O grupo surgiu entre estudantes de enfermagem da universidade Southwestern Union College, no Texas, e posteriormente foi renomeado como The King’s Heralds, quando passou a atuar no programa Voice of Prophecy, sob direção de H.M.S. Richards, em 1937. Este quarteto americano seria a principal influência e inspiração para o nascimento do grupo brasileiro.

#### Formação no Brasil
A história dos Arautos do Rei no Brasil está diretamente vinculada ao início das transmissões do programa A Voz da Profecia, fundado pelo pastor adventista Roberto Rabello, em 1943. Entre 1943 e 1952, o próprio quarteto americano The King’s Heralds gravou músicas em português para o programa, sob orientação linguística de Rabello. Estas gravações eram feitas nos Estados Unidos e enviadas ao Brasil para transmissão. Apesar dos esforços notáveis dos integrantes do quarteto americano, a dificuldade para realizar o processo era enorme, pois se houvesse qualquer erro, era preciso regravar tudo o que já havia sido feito desde o início.
Em 1952, o maestro Charles Pierce, do Colégio Adventista Brasileiro, liderou a formação do primeiro quarteto brasileiro - o Quarteto Harmonia -, composto por Ruben Dias, Vitor Kümpel, José Torres e Claudio Rabello. Este grupo gravou LPs pela Gravadora Boa Música (GBM) e participou de apresentações pontuais do programa.
Somente em 1962, a instituição decidiu criar oficialmente o Quarteto Arautos do Rei, composto inicialmente por Henry Feyerabend, Luiz Mota, Joel Sarli e Samuel Campos. O repertório incluía arranjos do The King’s Heralds e spirituals, adaptados para o público brasileiro.

#### Trajetória e Relevância
Desde sua fundação, o quarteto passou por diversas mudanças de formação e estilo, incluindo atualizações em repertório, técnicas vocais, tecnologias de gravação e estratégias de comunicação. Apesar das transformações, o Arautos do Rei mantém sua proposta original: anunciar a mensagem cristã do retorno de Jesus por meio da música.
Ao longo de mais de 60 anos de história, o quarteto se consolidou como um dos principais grupos da música gospel no Brasil, sendo considerado um dos símbolos da música cristã adventista. Atualmente, o Arautos do Rei segue ativo, com nova formação, dando continuidade ao legado iniciado na década de 1960.
O grupo atua  até os dias de hoje, com algumas substituições de componentes, e já gravou dezenas de álbuns no decorrer dos anos. Foi indicado como finalista da versão 2013 do Troféu Promessas, ganhando na categoria Melhor Grupo.

#### Legado
O Arautos do Rei é frequentemente reconhecido como um dos grupos mais tradicionais da música cristã no Brasil, influenciando outras formações musicais adventistas e cristãs em geral. Seu nome, traduzido diretamente do inglês The King’s Heralds, reforça sua missão de “arautos”, ou anunciadores, da mensagem bíblica.

## Formações
Primeira (janeiro de 1962 a junho de 1965):
- Henry Feyerabend (1º tenor)
- Luiz Mota (2º tenor)
- Joel Sarli (barítono)
- Samuel Campos (baixo)
- Robert Benfield (organista)
- Leni Azevedo (organista)
- Ênio Monteiro (pianista)
- Genoveva Bergold (organista)
- Cibele Botelho (pianista)
- Ida Bergold (organista)

Segunda (julho de 1965 a junho de 1966):
- Henry Feyerabend (1º tenor)
- David Rocha (2º tenor)
- Walter Boger (barítono)
- Nilo Ramos (baixo)
- Cibele Botelho (pianista)

Terceira (1967 a junho de 1968):
- Henry Feyerabend (1º tenor)
- David Rocha (2º tenor)
- Walter Boger (barítono)
- Roberto Conrad (baixo)
- Iraci Botelho (organista)

Quarta (julho de 1968 a 1969):
- Eclair Cruz (1º tenor)
- Malton Braff (2º tenor)
- Wesley Blevins (barítono)
- Roberto Conrad (baixo)
- Iraci Botelho (organista)
- Waldemar Wensell (pianista)

Quinta (março de 1970 a junho de 1971):
- Eclair Cruz (1º tenor)
- Malton Braff (2º tenor)
- Ênis Rockel (barítono)
- Roberto Conrad (baixo)
- Waldemar Wensell (pianista)

Sexta (março de 1972 a 1975):
- Eclair Cruz (1º tenor)
- Melchiades Soares (2º tenor)
- Wilson Almeida (barítono)
- Roberto Conrad (baixo)
- Alexandre Reichert (pianista)

Sétima (março de 1979 a julho de 1980):
- Josué Navarrete (1º tenor)
- Ademar Penteado (2º tenor)
- Francisco Gonçalves (barítono)
- Roberto Conrad (baixo)
- Alexandre Reichert (pianista)

Oitava (1980):
- Josué Navarrete (1º tenor)
- Ademar Penteado (2º tenor)
- Wilson Almeida (barítono)
- Roberto Conrad (baixo)
- Alexandre Reichert (pianista)

Nona (1981):
- Josué Navarrete (1º tenor)
- Ademar Penteado (2º tenor)
- Sérgio Abbud (barítono)
- Ivalter Souza (baixo)
- Eli Prates (pianista)

Décima (março a agosto de 1982):
- Osmar Rosa (1º tenor)
- Ademar Penteado (2º tenor)
- Sérgio Abbud (barítono)
- Ivalter Souza (baixo)
- Pedro Carvalho (pianista)

Décima primeira (1983):
- Décio Borges (1º tenor)
- Ademar Penteado (2º tenor)
- Sérgio Abbud (barítono)
- Ivalter Souza (baixo)
- Pedro Carvalho (pianista)

Décima segunda (1984):
- Décio Borges (1º tenor)
- Josué de Castro (2º tenor)
- Sérgio Abbud (barítono)
- Ivalter Souza (baixo)
- Jader Santos (pianista)

Décima terceira (1985 a 1987):
- Eclair Cruz (1º tenor)
- Josué de Castro (2º tenor)
- Evaldo Vicente (barítono)
- Erlo Braun (baixo)
- Jader Santos (pianista)

Décima quarta (1988 a 1990):
- Eclair Cruz (1º tenor)
- Josué de Castro (2º tenor)
- Fernando Iglesias (barítono)
- Erlo Braun (baixo)
- Jader Santos (pianista)

Décima quinta (julho de 1991 a fevereiro de 1992):
- Dermival Reis (1º tenor)
- Josué de Castro (2º tenor)
- Fernando Iglesias (barítono)
- Erlo Braun (baixo)
- Williams Costa Jr. (pianista)

Décima sexta (1993 a 1995):
- Dermival Reis (1º tenor)
- Josué de Castro (2º tenor)
- Fernando Iglesias (barítono)
- Juan Salazar (baixo)
- Jader Santos (pianista)

Décima sétima (julho de 1996 a maio de 2001):
- Dênio Abreu (1º tenor)
- Társis Iraídes (2º tenor)
- Jeferson Tavares (barítono)
- Ronaldo Fagundes (baixo)
- Jader Santos (pianista)

Décima oitava (junho a novembro de 2001):
- José Barbalho (1º tenor)
- Társis Iraídes (2º tenor)
- Jeferson Tavares (barítono)
- Ronaldo Fagundes (baixo)
- Flávio Santos (pianista)

Décima nona (dezembro de 2001 a fevereiro de 2002):
- José Barbalho (1º tenor)
- Társis Iraídes (2º tenor)
- Élson Gollub (barítono)
- Alan Fernandes (baixo)
- Flávio Santos (pianista)

Vigésima (março de 2002):
- José Barbalho (1º tenor)
- Társis Iraídes (2º tenor)
- Élson Gollub (barítono)
- Ronaldo Fagundes (baixo)
- Flávio Santos (pianista)

Vigésima primeira (março de 2002 a janeiro de 2005):
- José Barbalho (1º tenor)
- Társis Iraídes (2º tenor)
- Élson Gollub (barítono)
- Ronaldo Fagundes (baixo)
- Kléber Augusto (pianista)

Vigésima segunda (janeiro de (2005 a (dezembro de 2006):
- Alexandre Lima (1º tenor)
- Jônatas Ferreira (2º tenor)
- Élson Gollub (barítono)
- Milton Andrade (baixo)
- Silmar Correia (pianista)

Vigésima terceira (janeiro a outubro de 2007):
- Éverson Fuckner (1º tenor)
- Felipe Valente (2º tenor)
- Élson Gollub (barítono)
- Milton Andrade (baixo)
- Ricardo Martins (pianista)

Vigésima quarta (outubro de 2007 a fevereiro de 2008):
- Éverson Fuckner (1º tenor)
- Jairo Ribeiro (2º tenor)
- Élson Gollub (barítono)
- Milton Andrade (baixo)
- Ricardo Martins (pianista)

Vigésima quinta (fevereiro a julho de 2008):
- Ozéias Reis (1º tenor)
- Jairo Ribeiro (2º tenor)
- Élson Gollub (barítono)
- Milton Andrade (baixo)
- Ricardo Martins (pianista)

Vigésima sexta (julho de 2008 a dezembro de 2009):
- Ozéias Reis (1º tenor)
- Társis Iraídes (2º tenor)
- Élson Gollub (barítono)
- Milton Andrade (baixo)
- Ricardo Martins (pianista)

Vigésima sétima (janeiro de 2010 a julho de 2015):
- Ozéias Reis (1º tenor)
- Társis Iraídes (2º tenor)
- Jairo Souza (barítono)
- Milton Andrade (baixo)
- Ricardo Martins (pianista)

Vigésima oitava (agosto de 2015 a fevereiro de 2018):
- Fernando Santos (1º tenor)
- Társis Iraídes (2º tenor)
- Denis Versiani (barítono)
- Milton Andrade (baixo)
- Jader Santos (pianista)

Vigésima nona (janeiro de 2018 a dezembro de 2022):
- Fernando Santos (1º tenor)
- Fernando Menezes (2º tenor)
- Denis Versiani (barítono)
- Robson Rocha (baixo)
- Jader Santos (pianista)

Trigésima (janeiro de 2023 a julho de 2025):
- Fernando Santos (1º tenor)
- Fernando Menezes (2º tenor)
- Éder Ferreira (barítono)
- Robson Rocha (baixo)
- Jader Santos (pianista)

Trigésima primeira (julho de 2025-):
- Fernando Santos (1º tenor)
- Fernando Menezes (2º tenor)
- Éder Ferreira (barítono)
- Robson Rocha (baixo)
- Myson Charly (pianista)

## Discografia
- Hei de Estar na Alvorada (1963)
- Lieder für den Feierabend (1963)
- Música Celeste (1964)
- O Rapaz Davi (1964)
- A Bíblia de Mamãe (1964)
- Caminhando (1966)
- 25 Anos (1968)
- Pai Nosso (1968)
- Spirituals (1969)
- Cantam Para a Mocidade (1969)
- Redescobrindo (1969)
- Pensando em Ti (1970)
- Cantam Para as Crianças (1973)
- O Filho Pródigo (1973)
- Del Delker e os Arautos do Rei (1974)
- Não Ando Só (1974)
- Aqui Chegamos Pela Fé (1975)
- Especial (1975)
- Paz (1979)
- Não Desistir (1979)
- Jesus Vem Logo (1980)
- Deus Quer Alguém... (1984)
- Sou um Milagre (1987)
- Habita em Mim (1988)
- Quem os Criou? (1988)
- Felicidade sem Fim (1990)
- We Are Just Like One (1990)
- Em Nome de Jesus (1991)
- Celebração (1993)
- Começando Aqui (1995)
- Se Ele Não For o Primeiro... (1997)
- A Cappella (1998)
- Clube Amigos da Voz: Volume 1: Palavras Doces Para Pessoas Feridas (1999)
- Eu Não Sou Mais Eu (1999)
- Chegou a Hora (2000)
- En Español (2001)
- Nós Cantamos Jader Santos (2001)
- Amigos da Voz II: A Hora do Embarque (2001)
- Por que, ó Pai? (2002)
- Amigos da Voz III (2003)
- Baixinhos & Grandões (2004)
- Fogo Divino (2004)
- Hinos do Nosso Tempo - Instrumental
- Aqui é Seu Lugar (2006)
- Vale a Pena Esperar (2008)
- Vale la Pena Esperar (2009)
- O Dia, Enfim, Chegou! (2010)
- ¡El Dia, al fin, Llegó¡ (2011)
- Ainda Existe Graça (2012)
- 50 Anos (2012)
- 360° (2014)
- O Tempo de Deus (2015)
- Tudo Novo (2016)
- Amor e Graça (2020)
- A Cappella 2 (2022)
- 60 Anos (2022)
- Senhor da Vida (2024)